# Le labrene
Le labrene è una raccolta di sette racconti di Tommaso Landolfi pubblicato nel 1974 da Rizzoli. I primi sei racconti erano stati scritti nel 1971, mentre l'ultimo è del 1969.
Il libro è stato nominato finalista al Premio Campiello nel 1974.

## Racconti

### Le labrene
La labrena è una specie di geco di cui il narratore ha particolare orrore. Spesso l'animale riesce ad entrare in casa, ed in una di queste occasioni, cercando di smuoverlo dal soffitto con una lunga canna, gli cade proprio in faccia: dall'orrore del contatto, il narratore muore. O almeno così appare ai familiari, perché in realtà lui, pur non dando alcun segno di vita, può ancora sentire. 
Durante la veglia funebre, egli sente il cugino dichiarare il suo amore per la moglie, e li sente baciare. Quando sta per essere interrato, riesce con grande sforzo a emettere dei suoni che vengono sentiti: la bara viene aperta e viene portato all'ospedale. 
Dopo due giorni riprende coscienza, e si trova a disagio nel vedere la moglie. Per diversi giorni le nasconde che aveva sentito la sua conversazione col cugino; in seguito, però comincia ad interrogarla via via più intensamente: la moglie si dice completamente innocente, e solo per tranquillizzarlo ogni tanto gli dà ragione. 
Parlando con l'amico dottore, quest'ultimo nega che ci siano stati veglia e funerale, perché in realtà lui era stato trovato privo di sensi e ricoverato direttamente. Nessuno vede le labrene arrampicarsi sulle pareti della sua camera: per questo sospetta un piano meschino della moglie. Il narratore comincia a credere che tutti attorno gli mentano e lo vogliano fare impazzire.
Il racconto si conclude col narratore rinchiuso in una cella psichiatrica sulle cui pareti imbottite le labrene passeggiano.

### Encarte
Il racconto, scritto sotto forma di dialogo, segue le vicende di Cristiano e Graziano, due  gemelli identici. 
Cristiano è sul lastrico, non è in buoni rapporti con la moglie e non riesce a far carriera; il fratello, al contrario, ha successo su tutti i campi ed è molto generoso. Approfittando dell'incredibile somiglianza, Cristiano convince Graziano a prendere il suo posto e a risolvere i suoi problemi. Per prima cosa chiede a Graziano di andare a letto con sua moglie, di modo che lei possa considerarlo di nuovo un uomo. 
Successivamente, si fa sostituire per qualche giorno in ufficio, e Graziano riesce a procurargli un raddoppio di stipendio. Cristiano, con la scusa di acquistare un po' di sicurezza, si fa mandare in banca a fare un prelievo in vece di Graziano. Cristiano poi chiede al fratello di fornirgli un alibi mentre lui va a rubare in casa di una ricca vecchietta: nonostante venga arrestato e riconosciuto, l'alibi che lo difende è considerato più forte delle accuse. 
Un giorno i due fratelli noleggiano una barca: al ritorno, però solo Cristiano scende dalla barca, ma riesce a fuorviare i sospetti del noleggiatore. 
Dopo qualche tempo un corpo viene rinvenuto sulla spiaggia, e le mogli di Cristiano e di Graziano lo riconoscono entrambe come il loro marito che è scomparso.

### Perbellione
Perbellione è un uomo che si occupa di picchiare le mogli degli altri affinché queste si sottomettano ai rispettivi mariti. 
Viene chiamato in causa diverse volte e a modo suo riporta la pace tra le coppie, ripristinando i rapporti di forza tra marito e moglie, facendosi poi pagare a seconda della difficoltà del caso. 
Un uomo lo cerca perché ha bisogno del suo aiuto, ma le tracce di lui sembrano essersi perse da un po' di tempo. 
Finalmente l'uomo lo scova: Perbellione è sposato ed è ora completamente succube della moglie, la quale non lo lascia più entrare in contatto con nessuno.
Il nome di Perbellione potrebbe derivare dal latino bellum, ed avere quindi già nel proprio nome il suo destino come Edipo.

### Uxoricidio
Un uomo è sposato con una donna rabbiosa e un po' malata di cuore. 
Egli escogita il delitto perfetto per liberarsi della moglie: legarla e imbavagliarla così che lei non possa parlare finché la sua furia repressa le faccia scoppiare il cuore. 
Così, un giorno riesce ad immobilizzare la donna come pianificato, e la costringe ad ascoltare le sue lamentele e i suoi insulti: la rabbia della moglie si accende sempre più, ma incapace di trovare sfogo, la strema e la uccide. 
Raggiunto il suo scopo, l'uomo si domanda che ruolo abbia adesso sulla terra senza di lei.

### Pellegrinaggio
Un uomo ritorna al paese in cui vive una sua vecchia fiamma. 
I due si rivedono dopo venticinque anni, ora sono ormai vecchi e hanno vissuto le loro vite. 
Ma l'uomo ne è ancora innamorato, e la loro storia ricomincia.

### Il crittogramma
In un vano nascosto all'interno del proprio palazzo, il marchese Z. trova un antico documento su cui è riportato un breve messaggio in codice. 
Lo presenta ad un famoso professore esperto di crittografia affinché quest'ultimo lo decifri. 
Il marchese non è in buone condizioni finanziarie, e spera che il messaggio porti a scoprire un qualche tesoro, come era avvenuto con tutti i suoi antenati. 
Il professore impiega diversi mesi ad arrivare alla soluzione, ma infine la trova e convoca il marchese. Il messaggio dice "Amo Myrta e questo è il mio tesoro", e il marchese ne rimane avvilito. Ne segue una lunga conversazione in cui il professore cerca di mettere in luce il recondito valore del messaggio ritrovato, pur essendo ovvio che non risolverà la situazione finanziaria del marchese.

### Conferenza personalfilologicodrammatica con implicazioni
Il racconto è scritto come se fosse una relazione ad una conferenza letteraria letta da Landolfi stesso, e strutturata come dialogo con il pubblico presente. 
In essa, Landolfi difende le scelte lessicali che aveva fatto in un suo racconto precedente (La passeggiata, primo dei Racconti impossibili del 1966), scelte che avevano portato un critico a ritenere che il vocabolario di Landolfi fosse inventato, mentre in realtà tutti i termini erano solo di uso estremamente raro, una sorta di glossolalia.

### Nota al testo
L'edizione di Adelphi del 1994 contiene una Nota al testo scritta dalla figlia dello scrittore, Idolina Landolfi. In essa vengono forniti maggiori dettagli sulle vicende che hanno portato Landolfi alla stesura di Conferenza personalfilologicodrammatica con implicazioni.

## Edizioni
- Tommaso Landolfi, Le labrene, La Scala, Rizzoli, 1974.
- Tommaso Landolfi, Le labrene, a cura di Idolina Landolfi, Adelphi, 1994, ISBN 88-459-1082-2.